# Vidra (Alba)
Vidra (in ungherese Alsóvidra o Kisaranyos) è un comune della Romania di 1 808 abitanti, ubicato nel distretto di Alba, nella regione storica della Transilvania.
Il comune è il secondo a livello nazionale per l'alto numero di villaggi da cui è formato, sono infatti 39: Băi, Bobăreşti, Bogdăneşti, Culdeşti, Dealu Goieşti, Dos, Dosu Luncii, Dosu Văseşti, Drăgoieşti-Luncă, Ficăreşti, Gligoreşti, Goieşti, Haiduceşti, Hărăşti, Hoancă, Jefleşti, Lunca, Lunca Bisericii, Lunca de Jos, Lunca Goieşti, Lunca Veseşti, Modoleşti, Nemeşi, Oideşti, Pitărceşti, Pleşcuţa, Poieni, Ponorel, Puiuleţeşti, Runc, Segaj, Urdeş,Vâlcăneasa, Vâlceşti, Valea Morii, Vârtăneşti, Văseşti, Vidra.